# Rosalia kubotai
Rosalia kubotai là một loài bọ cánh cứng trong họ Cerambycidae.